# Tramwaje w Bijsku
Tramwaje w Bijsku – system komunikacji tramwajowej działający w Bijsku w Kraju Ałtajskim. Tramwaje w Bijsku, poruszające się po szynach o tradycyjnym rosyjskim rozstawie wynoszącym 1524 mm, otwarto 13 czerwca 1960.
W mieście funkcjonuje jedna zajezdnia tramwajowa, która obsługuje 17 linii tramwajowych (1, 1A, 2, 2A, 2K, 3, 3A, 3K, 4, 4A, 5, 5A, 5B, 6, 6K, 7, 7K).
W 2004 uruchomiono tramwaj-kawiarenkę, który kursował do 2006. Od 2008 rozpoczęto modernizację tramwajów KTM-5 we własnych warsztatach.

## Tabor
Zdecydowaną większość tramwajów w mieście stanowią wagony KTM-5 wyprodukowane w zakładach UKWZ. Eksploatowanych jest 79 wagonów ze 100 posiadanych:
| Zdjęcie        | Typ                    | Liczba |
| -------------- | ---------------------- | ------ |
|                | KTM-5                  | 75     |
|                | KTM-5A                 | 8      |
|                | KTM-8KM                | 6      |
|                | KTM-8K                 | 4      |
|                | KTM-19KT               | 1      |
|                | Tatra TB4D GOH Barnauł | 4      |
|                | Tatra B3DM GOH Barnauł | 2      |
| Łączna liczba: | Łączna liczba:         | 100    |